# Amt Schwarzenbek-Land
Amt Schwarzenbek-Land er et amt i det nordlige Tyskland, beliggende under Kreis Herzogtum Lauenburg. Kreis Herzogtum Lauenburg ligger i delstaten Slesvig-Holsten. Amtet er beliggende rundt omkring i byen Schwarzenbek, der er administrationsby for amtet, men ikke selv en del af det

## Kommuner i amtet
| 1. Basthorst 2. Brunstorf 3. Dahmker 4. Elmenhorst 5. Fuhlenhagen 6. Grabau 7. Groß Pampau | 1. Grove 2. Gülzow 3. Hamfelde 4. Havekost 5. Kankelau 6. Kasseburg | 1. Köthel 2. Kollow 3. Kuddewörde 4. Möhnsen 5. Mühlenrade 6. Sahms |

## Historie
Efter at Preussen var kommet i besiddelse af Hertugdømmet Lauenburg opstod i 1889 Amtsbezirk Schwarzenbek. Efter opløsningen af Amtsbezirkene overgik kommunerne til Amt Schwarzenbek, som i 1962 fusionerede med Amt Basthorst til Amt Schwarzenbek-Land.